# Jezioro Białe (Rosja)
Jezioro Białe (ros. Белое озеро) – jezioro w Rosji położone na południowy wschód od jeziora Onega, na wysokości 113 m n.p.m. Jest ono jednym z największych w Europie. Powierzchnia tego jeziora wynosi 1290 km². Maksymalna głębokość to 33 m. Odpływ z jeziora zasila Wołgę. Od 1964 roku jest częścią Zbiornika Szeksniańskiego na Wołżańsko-Bałtyckiej Drodze Wodnej.